# Lars Riedel
Lars Peter Riedel (født 28. juni 1967 i Zwickau) er en tysk tidligere atletikudøver, der er en af de mest succesrige atleter i diskoskast nogensinde. Han vandt en række VM- og OL-medaljer i denne disciplin.

## Sportskarriere
Riedel vandt i 1990 det sidste østtyske mesterskab i diskoskast inden den tyske genforening. Herefter indstillede han i første omgang sin karriere, da hans træner mistede sit job; i stedet arbejdede Riedel som bygningsarbejder. Men en ny træner overbeviste ham om, at han skulle fortsætte, og derpå blev han tysk mester elleve gange frem til 2006. Han blev desuden verdensmester i 1991, 1993, 1995, 1997 og 2001 og vandt bronze i 1999, han blev europamester i 1998 og vandt Europa Cup i 1993, 1995, 1997, 2000 og 2001.
Han deltog første gang ved OL i 1992 i Barcelona, hvor han ikke havde held til at komme i finalen. Ved OL 1996 i Atlanta gik det meget bedre, da han kastede bedst i kvalifikationen med 64,66 m, og i finalen gik det endnu bedre, da han nåede ud på 69,40 m, hvilket var nok til guld. To hviderussere fulgte ham på sejrsskamlen, hvor Uladzimir Dubrousjtjyk fik sølv med 66,60 m, og Vasil Kaptsjukh fik sølv med 65,80 m.
Ved OL 2000 i Sydney var litaueren Virgilijus Alekna størst favorit efter som den første nogensinde at have kastet tre gange over 70 m i en serie. Riedel havde dog besejret ham kort inden OL, og han sejrede i kvalifikationen med 68,15 m, mens Alekna blev treer med 67,10 m. I finalen begyndte sydafrikaneren Frantz Kruger bedst og kastede 67,89 m i første runde, men i tredje runde gik Alekna og Riedel forbi, skønt Kruger forbedrede sit resultat til 68,19 m. Riedels kast på 68,50 m blev hans bedste i konkurrencen, men Alekna kastede 69,30 m i femte runde og sikrede sig dermed guldet. Riedels resultat var godt nok til sølvet, mens Kruger fik bronze. Riedel deltog endnu én gang i OL, i 2004 i Athen, hvor han blev nummer syv.
Han indstillede sin karriere i 2008 på grund af rygproblemer.
Riedel modtog en række priser og hædersbevisninger i løbet af sin karriere, blandt andet årets atletikudøver 2002.

## Øvrige karriere
Riedel havde ud over sporten også en karriere som fotomodel, og han vakte stor opsigt, da han i sommeren 1996 optrådte som nøgen diskoskaster i bladet Bunte.
Efter afslutningen af sportskarrieren har han deltaget i en række tv-shows og stillet op til velgørenhedsarrangementer. Han har været gift to gange og bruger nu en del tid på at spille golf.